# Congress Centrum Bremen

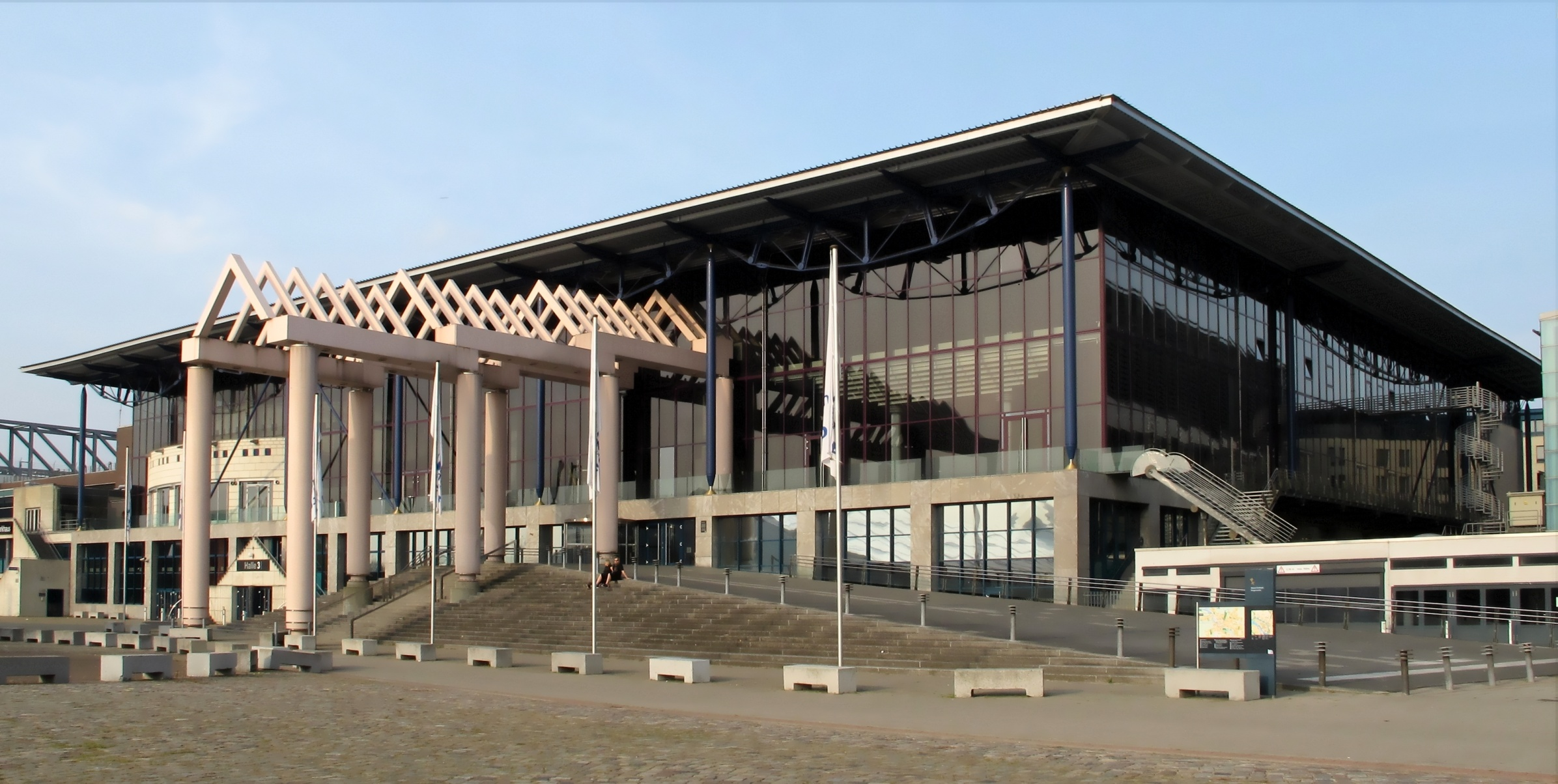
Eingang

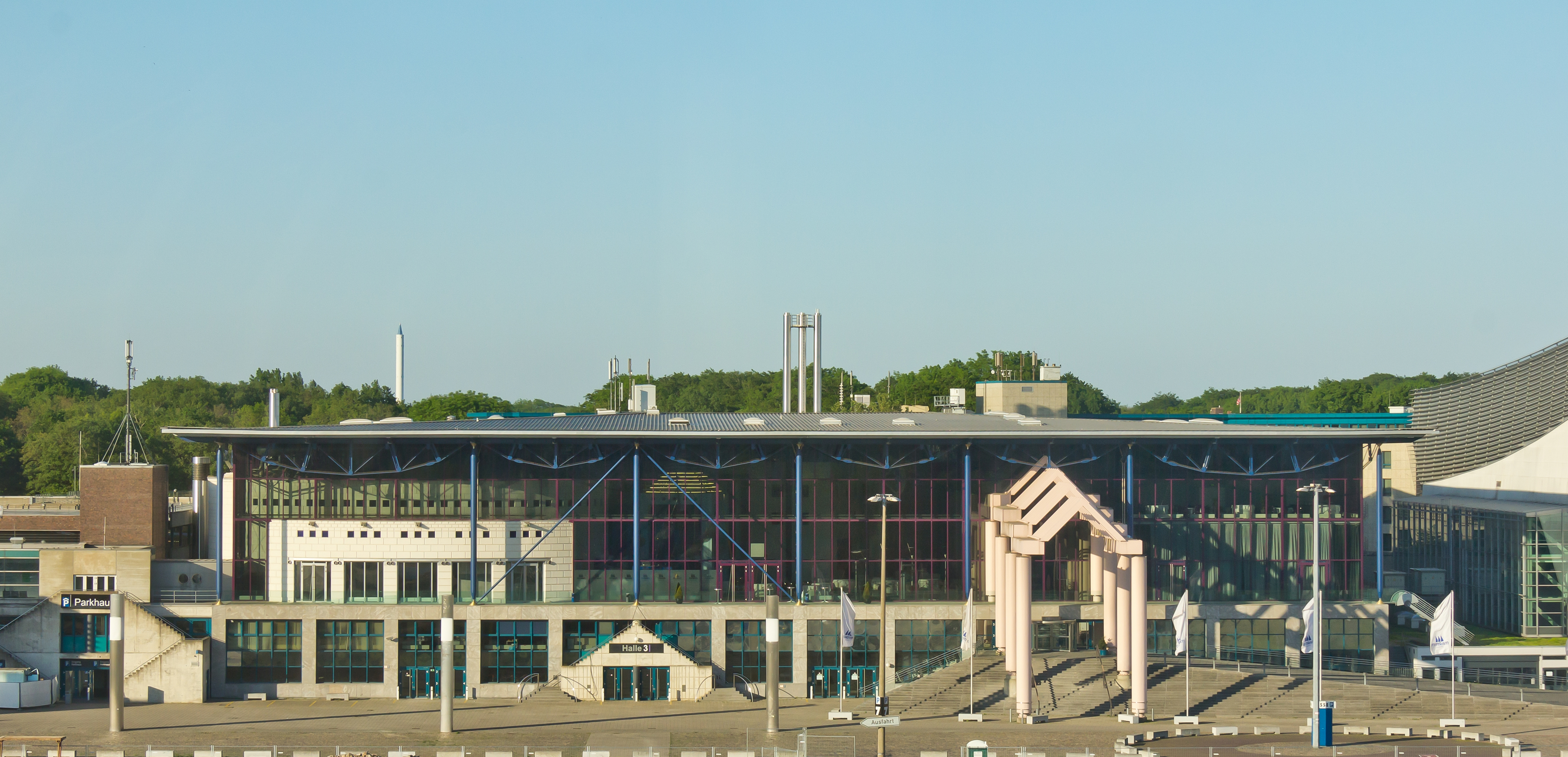
Congress Centrum, unten mit Messehallen 2 und 3

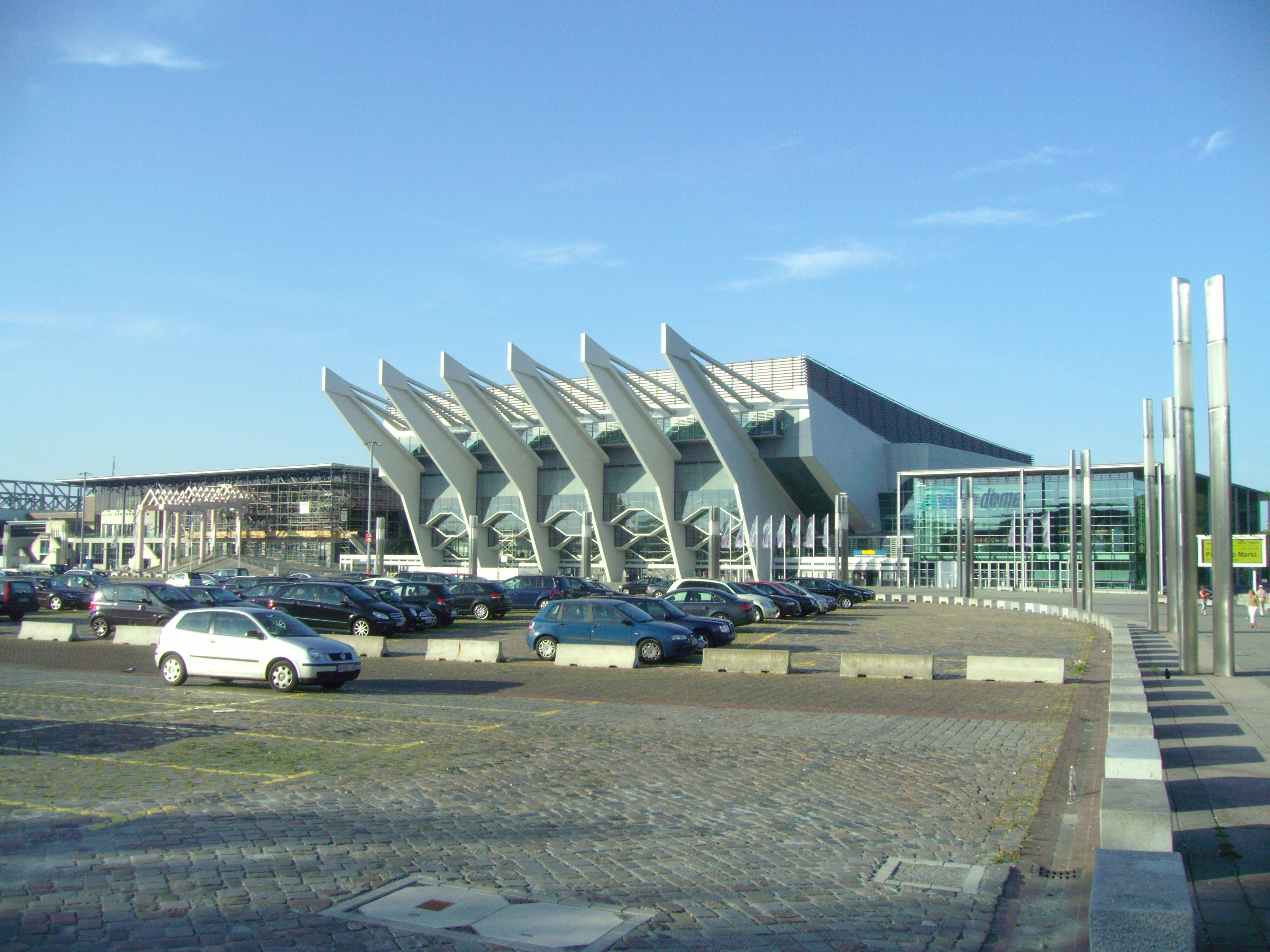
Kongresszentrum links, Stadthalle rechts

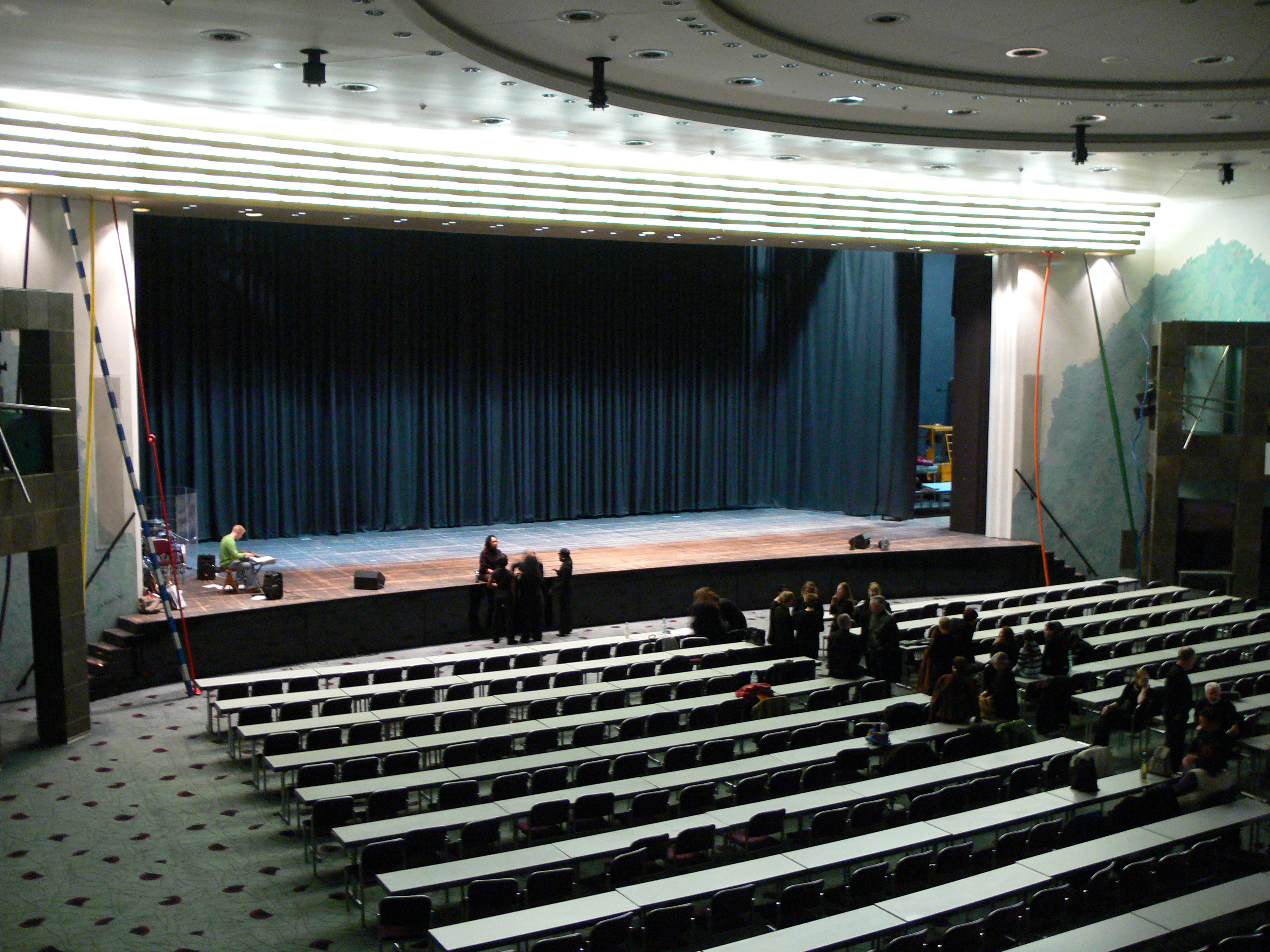
Hansesaal

Das Congress Centrum Bremen (CCB) in Bremen-Findorff steht auf der Bürgerweide, nördlich des Hauptbahnhofs Bremen. Das Kongresszentrum gehört zu den bedeutenden Bremer Bauwerken.

## Geschichte
Die Bürgerweide ist eine Veranstaltungsfläche in Bremen, auf der u. a. alljährlich der Bremer Freimarkt stattfindet. Bereits 1964 konnte die von Roland Rainer entworfene dominierende Stadthalle Bremen eingeweiht werden. In den 1970er Jahren wurde generell geplant ein Kongresszentrum auf der Bürgerweide zu bauen. Ein Architekturwettbewerb 
folgte erst 1985. Vom ersten Preisträger stammt der Lagevorschlag des Baus westlich der Stadthalle. Durch die Ausweitung des Raumprogrammes und erhöhte gestalterische Ansprüche der bausenatorischen Dienststelle musste der Kostenrahmen im Laufe des Planungs- und Bauprozesses mehrfach erheblich nach oben korrigiert werden. Den Planungsauftrag bekam der zweite Preisträger.

## Gebäude
Das Congress Centrum der Stadt Bremen entstand von 1990 bis 1992 nach Plänen des Architekten Thomas Klumpp. Er beschreibt die Planungen so:
„Gestalterisch sollte das Congress Centrum eine eigene identifizierbare Gestalt als charakteristisches besonderes Zentrum im Wettbewerb der Konkurrenten bekommen, andererseits keinen Gestaltungswettkampf mit dem dominierenden, die Bürgerweide beherrschenden Stadthallenbau von Roland Rainer austragen müssen. Gegenüber dem Betonbau der Stadthalle sollte jedoch die andere Wertigkeit der Konferenznutzung sich durchaus zeigen.“
Der technisch wirkende, verglaste Baukubus wird durch einen weit aus der Front herausgeführten Baldachin betont. Die auf Säulen stehende Konstruktion und die Treppenanlage markieren den Eingang. Im teils postmodernen Inneren wirken die Veranstaltungsräume und die technischen Einbauten wie in den großen Kubus hineingestellt; dazwischen die Flanierbereiche, also die Foyers im EG und OG mit rund 2000 m² Flächen. Der Hanse-Saal mit Empore ist 1470 m² groß und kann bis zu 1600 Personen aufnehmen. Ferner stehen der Kaisen-Saal (428 m²), der Borgward-Saal (375 m²), der Focke-Wulf-Saal (252 m²), der Lloyd-Saal (200 m²) sowie weitere elf Salons/Gruppenräume bereit. Unter dem Congress Centrum befinden sich die Messehallen 2 und 3 mit 2000 bzw. 1750 m² Fläche.
Im Bereich des Congress Centrum wurde westlich das Messezentrum der M3B GmbH und ein Parkhochhaus gebaut. Im Norden in Richtung Bürgerpark entstand als Kongress-Messehotel das Maritim Hotel.